# Onregelmatige gast
Een onregelmatige gast is een trekvogel die incidenteel in een gebied verwintert.
Sommige trekvogels komen ieder jaar overwinteren, zoals de keep (Fringilla montifringilla) of sijs (Carduelis spinus), maar er zijn ook onregelmatige gasten die zeker niet elke winter te zien zijn. De pestvogel (Bombycilla garrulus) komt statistisch eenmaal om de tien jaar maar is enkele jaren geleden twee winters na elkaar in België gezien. De notenkraker (Nucifraga caryocatactes) kan ook als onregelmatige gast worden gezien. De laatste grote invasie was in het begin van de jaren zestig, maar ook nadien is de vogel nog waargenomen.
De hop (Upupa epops) behoorde tot rond 1960 tot de Nederlandse broedvogels maar is intussen een onregelmatige gast geworden.